# Gabriele Rollnik
 (avril 2023).
Pour les articles homonymes, voir Rollnik.
Gabriele Rollnik, née en 1950 à Dortmund, est membre de la deuxième génération de la Fraction armée rouge.

## Biographie
Elle se rend à Berlin en 1970 pour étudier la sociologie. À Berlin elle rejoint des groupes politiques marxistes.
Elle commence à travailler chez Telefunken et partage son appartement avec Till Meyer cofondateur du Mouvement du 2 juin. À cette époque elle entre en contact avec le mouvement clandestin[Lequel ?]. En 1974, Till Meyer et elle planifient l'enlèvement de Peter Lorenz de 1975. En 1975, elle est arrêtée à Berlin.
En juillet 1976, elle réussit avec Monika Berberich, Juliane Plambeck et Inge Viett, une évasion de la prison pour femmes à Berlin.
Pour reconstruire les structures et de la stratégie du groupe, il est décidé[Par qui ?] d'effectuer une action pour la collecte de fonds, et pour éviter la République fédérale d'Allemagne, Vienne est choisie comme site[De quoi ?]. Le 9 novembre 1977, l'homme d'affaires autrichien Walter Palmers à Vienne[incompréhensible]. Après un paiement de 31 millions de shillings, il est libéré après 100 heures de captivité par ses ravisseurs. 
Durant la prise d'otage[Laquelle ?], Thomas Gratt et Othmar Keplinger sont arrêtés près de Chiasso.
Deux semaines après la libération de Till Meyer de la prison de Berlin en 1978, Rollnik est arrêtée avec Angelika Gor dans la ville portuaire bulgare de Burgas. En 1981, elle est condamnée à 15 ans de prison.
En 1993, elle est libérée. Depuis, elle vit et travaille à Hambourg. Rollnik vit avec de Karl Heinz Dellwo et travaille comme thérapeute. En 2004, elle passe dans un documentaire  "Keine Insel“ (réalisé par Michael Gartner & Alexander Binder).